# Козин, Роберт Борисович
Роберт Борисович Козин (8 марта 1933, Башмаково, Средневолжский край — 23 августа 2016, Москва) — советский учёный в области зоотехнии. Доктор сельскохозяйственных наук, профессор, в 2001—2012 гг. заведующий кафедрой пчеловодства, рыбоводства, болезней пчёл и рыб МГАВМиБ. Заслуженный деятель науки РФ (2004).

## Биография
Родился в п. Башмаково (ныне — Пензенской области).
Окончил Московскую сельскохозяйственную академию им К. А. Тимирязева (1955). Затем до 1961 г. работал главным зоотехником совхоза «Богородицкий» Тульской области. После окончания аспирантуры и защиты кандидатской диссертации в альма-матер в 1963 году декан зооинженерного факультета Белорусской сельскохозяйственной академии.
В 1966—1998 годах старший учёный секретарь ВАСХНИЛ, затем Россельхозакадемии. С 1998 года профессор кафедры генетики и разведения МГАВМиБ, а в 2001—2012 годах заведующий кафедрой пчеловодства, рыбоводства, болезней пчел и рыб, воссозданной тогда на факультете зоотехнологий и агробизнеса, однако затем присоединенной к кафедре мелкого животноводства, получившей название кафедра мелкого животноводства, пчеловодства и рыбоводства.
Состоял членом двух диссертационных советов.
Под руководством Р. Б. Козина защитили диссертации 4 доктора и 16 кандидатов наук.
Является вице-президентом Ассоциации пчеловодов России и академиком Международной академии пчеловодства и апифитотерапии. Являлся заместителем председателя секции пчеловодства Россельхозакадемии и вице-президентом Российской народной академии наук. Входил в состав экспертного совета ВАК по сельскохозяйственным наукам.
Награжден медалями «Ветеран труда» и «К 850-летию Москвы».
Умер 23 августа 2016 года у себя дома.
Автор более 200 научных работ, в том числе семи книг, среди которых монография «Биологические основы интенсивного пчеловодства» (1995), учебное пособие «Физиологически активные продукты пчелиной семьи» (2001), учебник для студентов высших сельскохозяйственных заведений по специальностям зоотехния и ветеринария «Практикум по пчеловодству» (2005, из-во «Лань»), «Энциклопедия мёда» (2006), учебное пособие для студентов вузов по специальностям зоотехния и ветеринария «Биология медоносной пчелы» (2007, из-во «Лань»), учебник «Пчеловодство» (2010, из-во «Лань»).

## Работы
- Асафова Н. Н., Орлов Б. Н., Козин Р. Б. Физиологически активные продукты пчелиной семьи: общебиологические и эколого-химические аспекты. Физиологическое обоснование практического применения / Под ред. Б. Н. Орлова. — Нижний Новгород, 2001. — 368 с. — ISBN 5-93529-005-7
- Козин, Р. Б. Практикум по пчеловодству / Р. Б. Козин, Н. В. Иренкова, В. И. Лебедев. — М.: МГАВМиБ, 2003. — 235 с.
- Козин Р. Б., Иренкова Н. В., Лебедев В. И. Практикум по пчеловодству. — СПб: Лань, 2005. — 224 с.
- Орлов Б. Н., Асафова Н. Н., Угринович Н., Козин Р. Б., Иващенко М. И. Энциклопедия меда. — Нижний Новгород, 2006.
- Биология медоносной пчелы: учебное пособие / Р. Б. Козин, В. И. Лебедев, Н. В. Иренкова. — СПб.: Лань, 2007. — 320 с. — ISBN 978-5-8114-0716-3
- Кривцов Н. И., Козин Р. Б., Лебедев В. И., Масленникова В. И. Пчеловодство: учебник. — СПб.: Издательство «Лань»; М., 2010. — 448 с. ISBN 978-5-8114-1041-5